# Грязная (Иркутская область)
Гря́зная — деревня в Боханском районе Иркутской области России. Входит в состав Буретского муниципального образования.

## География
Деревня находится на правом берегу реки Грязная (правый приток Ангары, впадает в неё в 4,5 км юго-западнее деревни), на расстоянии 40 км к юго-западу от посёлка Бохан, административного центра района.

## История
Основана в 1800 году. В 1926 году заимка Коробова состояла из 14 хозяйств, основное население — русские. Входила в состав Идинского сельсовета Черемховского района Иркутского округа Сибирского края.

## Население
| 2002 | 2010 | 2011 | 2012 |
| ---- | ---- | ---- | ---- |
| 177  | ↘143 | →143 | ↗145 |

### Половой состав
По данным Всероссийской переписи, в 2010 году в деревне проживали 143 человека (77 мужчин и 66 женщин).